# Simon Kean
Simon Kean (* 11. Januar 1989 in Trois-Rivières, Provinz Québec) ist ein kanadischer Profiboxer.

## Werdegang
Der ca. 1,96 m große Superschwergewichtler (+91 kg) wurde 2011 Kanadischer Meister und erreichte im Mai 2012 den dritten Platz bei der amerikanischen Olympiaausscheidung in Rio de Janeiro. Damit war er für die Olympischen Sommerspiele 2012 in London qualifiziert. Dort gewann er im Achtelfinale knapp nach Punkten gegen den Jugend-Olympiasieger Tony Yoka, schied jedoch anschließend im Viertelfinale gegen Iwan Dytschko aus und erreichte somit Platz 5. 2015 gewann er erneut die Kanadische Meisterschaft. Im August 2015 gewann er eine Bronzemedaille bei den Panamerikameisterschaften in Venezuela.
Seit November 2015 boxt Kean im Profilager. Im Juni 2017 gewann er die interkontinentale Meisterschaft der IBO. Im Juni 2018 wurde er zusätzlich WBC Francophone Champion. Im Oktober 2018 verlor er durch Knockout gegen Dillon Carman, gewann jedoch den Rückkampf im Juni 2019 durch TKO. 
Am 7. Dezember 2019 gewann er den Titel WBC International durch einen TKO-Sieg gegen Sjarhej Ljachowitsch und verlor im Oktober 2023 vorzeitig gegen Joseph Parker.